# Body of Evidence

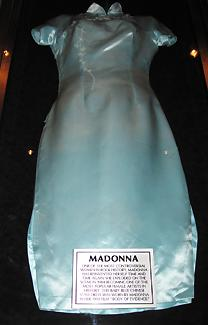
Madonnas Kleid aus dem Film Body Evidence

Body of Evidence ist ein deutsch-US-amerikanischer Film des Regisseurs Uli Edel aus dem Jahr 1993. Der Titel ist ein Wortspiel: Als „Body of evidence“ bezeichnet man im Englischen einerseits die gesammelten Beweismittel in einem Gerichtsverfahren, andererseits spielt er zweifelsohne auf den Körper von Rebecca (gespielt von Madonna) an.

## Handlung
Rebecca Carlson ist angeklagt, ihren reichen Liebhaber durch ein Übermaß an sexuellem Engagement vom Leben zum Tode befördert zu haben.
Im Laufe des Strafprozesses beginnt ihr Anwalt Frank Dulany eine kurze, heftige Affäre mit ihr. Er schafft es, die Geschworenen von Rebeccas Unschuld zu überzeugen, sie wird freigesprochen. Nach dem Prozess beschleichen Frank jedoch Zweifel, ob Rebecca wirklich unschuldig ist. Er stellt sie und Dr. Payly in ihrer Wohnung und erkennt, dass sie gemeinsam die zukünftigen Opfer ausgewählt haben und dass Dr. Payly im Zeugenstand gelogen hat, damit Frank ihn demontiert, um die Überzeugung von ihrer Unschuld bei den Geschworenen zu erreichen. 
Als Dr. Payly klar wird, dass Rebecca ihn nur benutzt hat und er aufgrund der Lüge vor Gericht alles verlieren wird, will er sie töten. Weil Frank das verhindern will, kommt es zu einem Kampf zwischen ihm und Dr. Payly, wobei Dr. Payly schwer verletzt wird. Trotzdem gelingt es Dr. Payly mit letzter Kraft, Rebecca zu erschießen. Anschließend wird Dr. Payly von der Polizei verhaftet.

## Kritiken
Das Lexikon des internationalen Films schrieb, der Film sei ein „stereotyp gefertigter Kriminal- und Gerichtsfilm, der einmal mehr mit der ‚skandalösen‘ Aufbereitung ‚fataler Begierden‘ daherkommt“. Er sei „durchschaubar, klischeehaft und oberflächlich“.
Zitat aus Prisma-Online: „Madonna geizt mal wieder nicht mit Haut, was aber nicht heißt, dass es hier wesentlich erotischer als auf dem Finanzamt morgens um halb zehn zugeht. Regisseur Uli Edel erwies sich damit nach Letzte Ausfahrt Brooklyn zum wiederholten Male als verläßlicher Mann für Flops.“
Die Zeitschrift Cinema schrieb, der Regisseur liefere keine „nachvollziehbaren Erklärungen für die Filmhandlung“, sondern lediglich „spekulative Bilder“. Weiterhin heißt es: „Madonnas clever ausgeklügelte Sex-Akrobatik wirkt weder geheimnisvoll noch unberechenbar wie bei Sharon Stone in Basic Instinct“.

## Auszeichnungen
- 1993: Nominiert für den MTV Movie Award in der Kategorie Begehrenswerteste Frau.
- 1994: Goldene Himbeere in der Kategorie Schlechteste Schauspielerin (Madonna). Außerdem nominiert in den Kategorien Schlechtester Film, Schlechtester Regisseur, Schlechtestes Drehbuch, Schlechtester Schauspieler (Dafoe) und Schlechteste Nebendarstellerin (Archer).